# 米欽祖區
16°12′S 45°57′E / 16.200°S 45.950°E

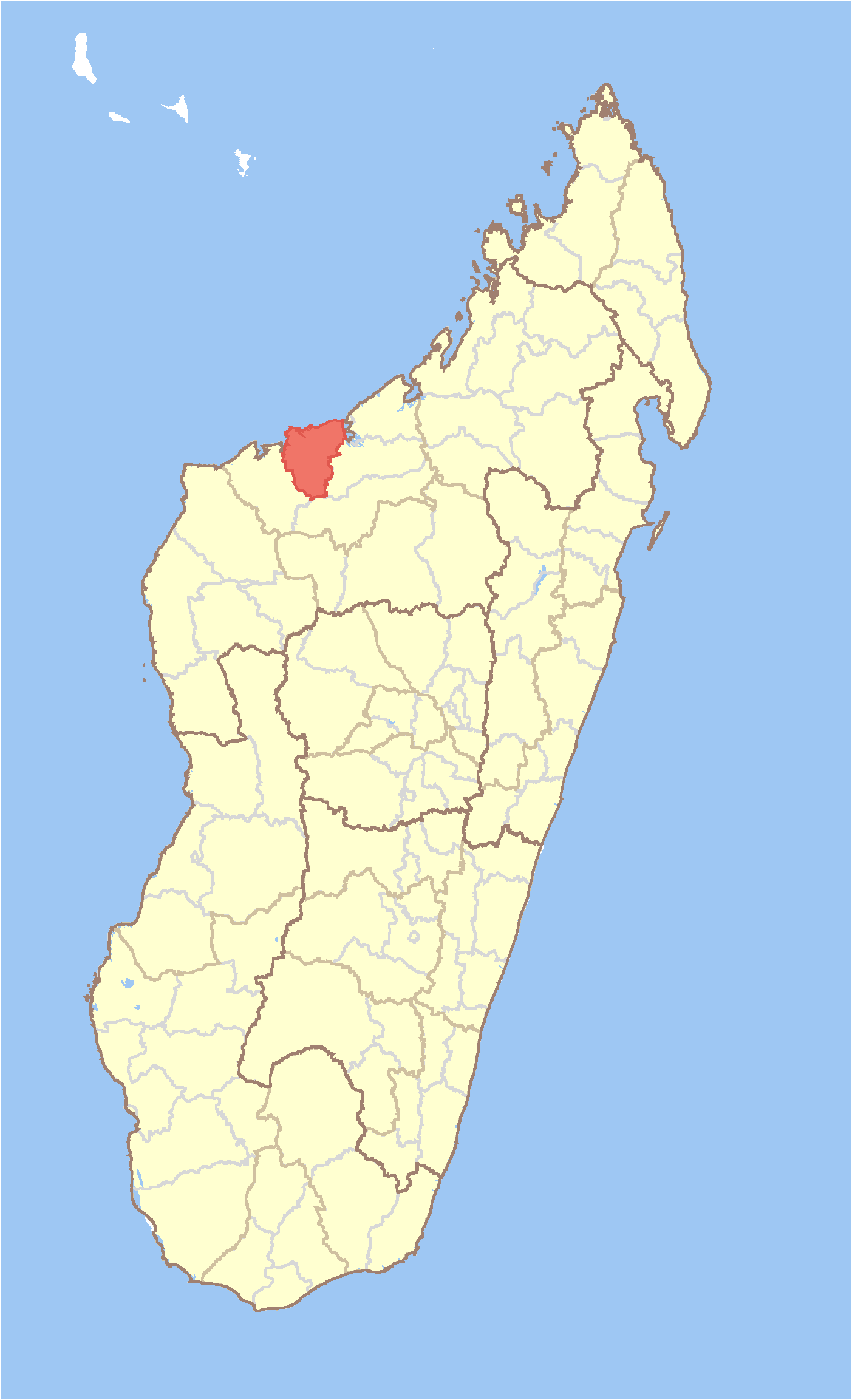

米欽祖區，是馬達加斯加的行政區，位於該國西北部，由博愛尼區負責管轄，首府設於米欽祖，面積5,894平方公里，2011年人口56,452，人口密度每平方公里10人。